# Romain Bellanger
Romain Bellanger es un deportista suizo que compite en ciclismo en la modalidad de trials, ganador de una medalla de bronce en el Campeonato Mundial de Ciclismo Urbano de 2017, en la prueba de trials por equipos.

## Palmarés internacional
| Campeonato Mundial | Campeonato Mundial | Campeonato Mundial | Campeonato Mundial |
| Año                | Lugar              | Medalla            | Competición        |
| ------------------ | ------------------ | ------------------ | ------------------ |
| 2017               | Chengdu ( China)   | Medalla de bronce  | Trials por equipos |